# Station Ora-Auer
Station Ora-Auer is een spoorwegstation aan de Brennerspoorlijn in de gemeente Auer (Italië-Zuid-Tirol).
De stationsnaam wordt volgens de regels van Trenitalia in het Italiaans aangegeven, gevolgd door het Duits als lokale taal.